# Gremi d'Àrids de Catalunya
El Gremi d'Àrids de Catalunya és una associació sense ànim de lucre que agrupa les empreses catalanes que dediquen la seva activitat econòmica a l'extracció i el tractament d'àrids i el seu objectiu és la defensa dels interessos dels associats. L'entitat està presidida per Alfons Porro des del 2014.
El Gremi d'Àrids de Catalunya està format per un total de 132 d'associats i uns 350 centres d'explotació, el conjunt dels quals representa pels volts del 95% de la producció total de Catalunya, és a dir, uns 41 milions de tones de producte anual. Entre els seus associats hi figuren la majoria de les empreses més importants del sector que acumulen uns 1.800 llocs de treball directes. El 2003 el Gremi d'Àrids de Catalunya comptava amb 131 associats, 48 dels quals són de Barcelona, 27 de Girona, 30 de Lleida i 26 de Tarragona. El 2014 a Catalunya hi havia més de 150 explotacions d'àrids parades i havien desaparegut un 15% de les empreses del sector extractor. Compten els grups que han tancat i els que s'han fusionat amb altres companyies. Del 2006 al 2014 el mercat domèstic es va contreure gairebé en el 75%.
El 2003 van arribar a un acord amb la Generalitat de Catalunya per al desenvolupament sostenible del sector dels àrids. El curs 2010/2011 va impartir un cicle formatiu en Operacions i manteniment de maquinària de construcció a Mollerussa. El 2014 van signar un nou conveni per la conservació de la biodiversitat.